# 2000 OO67

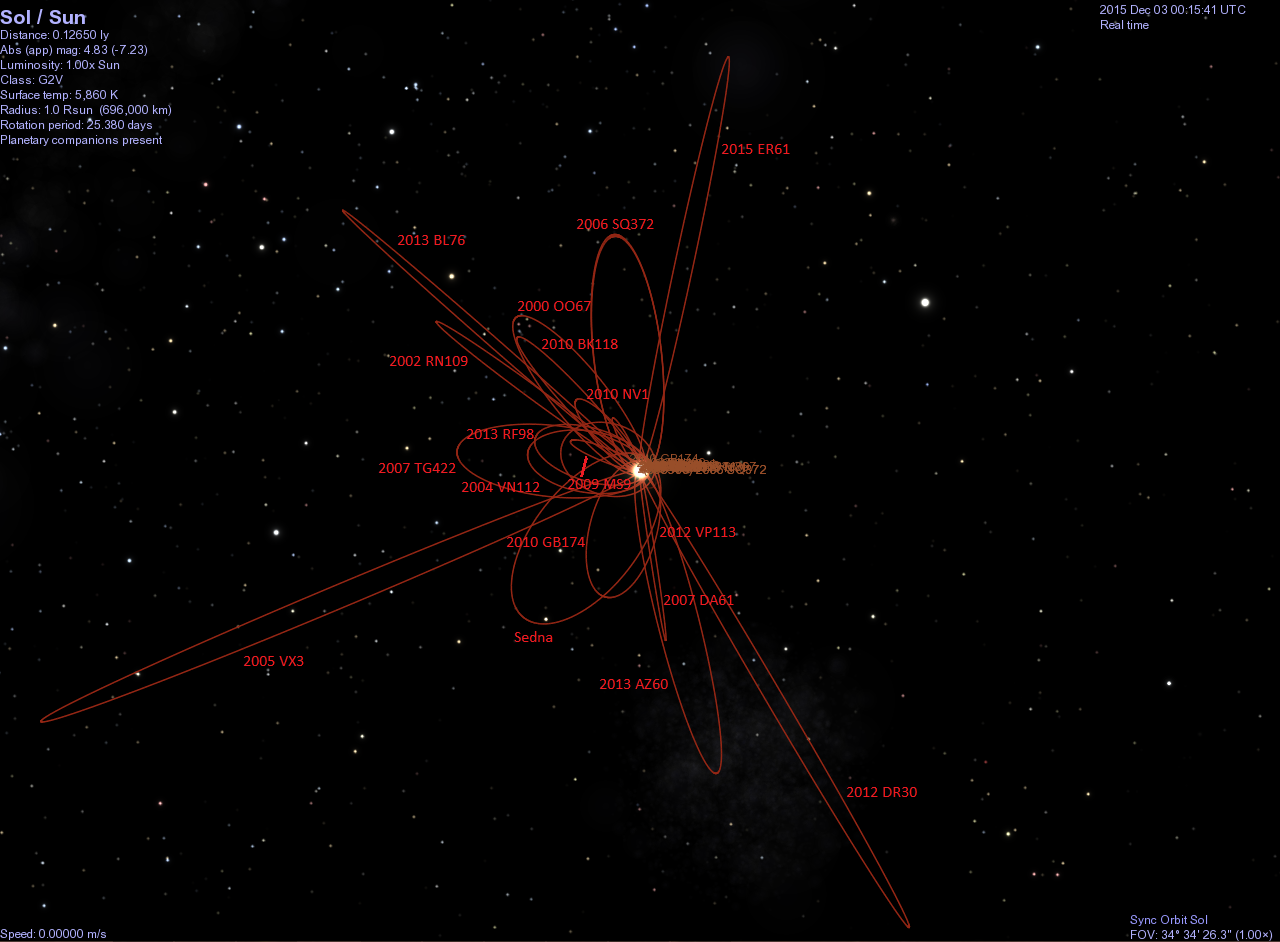
2000 OO67

2000 OO67 är ett svårklassificerat objekt i det yttre av Solsystemet, nämnvärd för sin extremt avlånga omloppsbana. Den upptäcktes vid Cerro Tololo-teleskopet i Chile 2000.

## Omloppsbanan
När objektet är som längst ifrån solen är den över 1200 AU bort och som närmast 21 AU. 2000 OO67 korsar Neptunus bana när den är som närmast och har sitt perihelium i närheten av Uranus omloppsbana. Den består troligtvis av sten och is. Objekt av denna typ har på grund av risken att störas av gasjättarna, en instabil omloppsbana, som riskerar att förvandla denna typ av objekt till kortperiodiska kometer. 